# Rude (Lied)
Rude (englisch für unhöflich, gemein) ist ein Lied der kanadischen Band MAGIC!.

## Inhalt und Hintergrund
Im Lied wendet sich der Ich-Erzähler an den Vater seiner Freundin, den er um ihre Hand bittet. Als dieser ihm seinen Segen verweigert, kontert der Erzähler mit der rhetorischen Frage, warum er so unhöflich sei. Er werde das Mädchen trotzdem heiraten, egal was er sage. 
In einem Interview gab Nasri Atweh an, Rude sei nicht autobiografisch. Ein Teil des Refrains habe sich zunächst auf den Streit mit seiner ehemaligen Freundin bezogen.

## Komposition
Rude ist dem Genre Reggae-Pop zuzuordnen. Das Lied weist 72 Schläge pro Minute auf und wurde in b-Moll verfasst. Atwehs Stimmumfang reicht von des4 bis as5.

## Kommerzieller Erfolg

### Chartplatzierungen
| ChartsChartplatzierungen       | Höchstplatzierung | Wochen |
| ------------------------------ | ----------------- | ------ |
| Deutschland (GfK)              | 7 (31 Wo.)        | 31     |
| Kanada (MC)                    | 6 (69 Wo.)        | 69     |
| Österreich (Ö3)                | 3 (28 Wo.)        | 28     |
| Schweiz (IFPI)                 | 11 (26 Wo.)       | 26     |
| Vereinigte Staaten (Billboard) | 1 (41 Wo.)        | 41     |
| Vereinigtes Königreich (OCC)   | 1 (40 Wo.)        | 40     |

| ChartsJahrescharts (2014)      | Platzierung |
| ------------------------------ | ----------- |
| Deutschland (GfK)              | 54          |
| Österreich (Ö3)                | 43          |
| Schweiz (IFPI)                 | 58          |
| Vereinigte Staaten (Billboard) | 7           |
| Vereinigtes Königreich (OCC)   | 12          |

| ChartsJahrescharts (2010–2019) | Platzierung |
| ------------------------------ | ----------- |
| Vereinigte Staaten (Billboard) | 74          |

### Auszeichnungen für Musikverkäufe
| Land/Region                  | Auszeichnungen für Musikverkäufe (Land/Region, Auszeichnung, Verkäufe) | Verkäufe   |
| ---------------------------- | ---------------------------------------------------------------------- | ---------- |
| Australien (ARIA)            | 5× Platin                                                              | 350.000    |
| Deutschland (BVMI)           | Platin                                                                 | 600.000    |
| Frankreich (SNEP)            | Gold                                                                   | 100.000    |
| Italien (FIMI)               | 3× Platin                                                              | 210.000    |
| Kanada (MC)                  | 5× Platin                                                              | 400.000    |
| Mexiko (AMPROFON)            | 2× Diamant · + Platin                                                  | 660.000    |
| Neuseeland (RMNZ)            | 5× Platin                                                              | 150.000    |
| Schweden (IFPI)              | 3× Platin                                                              | 120.000    |
| Schweiz (IFPI)               | Gold                                                                   | 15.000     |
| Spanien (Promusicae)         | 3× Platin                                                              | 180.000    |
| Vereinigte Staaten (RIAA)    | 8× Platin                                                              | 8.000.000  |
| Vereinigtes Königreich (BPI) | 3× Platin                                                              | 1.800.000  |
| Insgesamt                    | 2× Gold · 37× Platin · 2× Diamant ·                                    | 12.585.000 |

### Auszeichnungen für Musikstreaming
| Land/Region          | Auszeichnungen für Musikverkäufe (Land/Region, Auszeichnung, Verkäufe) | Verkäufe   |
| -------------------- | ---------------------------------------------------------------------- | ---------- |
| Dänemark (IFPI)      | 3× Platin                                                              | 2.700.000  |
| Spanien (Promusicae) | Platin                                                                 | 8.000.000  |
| Insgesamt            | 4× Platin ·                                                            | 10.700.000 |